# Elijah G. Tollett
Elijah G. Tollett (* 1864; † 1926) war ein US-amerikanischer Politiker. Zwischen 1907 und 1909 war er als Präsident des Staatssenats faktisch Vizegouverneur des Bundesstaates Tennessee, auch wenn dieses Amt formell erst 1951 eingeführt wurde.
Über Elijah Tollett ist nicht viel überliefert. Sicher ist, dass er zumindest zeitweise in Tennessee lebte und Mitglied der Demokratischen Partei war. Er wurde zweimal hintereinander für das Bledsoe County in den Senat von Tennessee gewählt und war von 1907 bis 1909 dessen Präsident. In dieser Eigenschaft war er Stellvertreter von Gouverneur Malcolm R. Patterson. Damit bekleidete er faktisch das Amt eines Vizegouverneurs. Dieses Amt war bzw. ist in den meisten anderen Bundesstaaten verfassungsmäßig verankert; in Tennessee ist das erst seit 1951 der Fall. Danach ist er politisch nicht mehr in Erscheinung getreten. Er starb im Jahr 1926.